# Barbara Auer
Barbara Auer (Costanza, 1º febbraio 1959) è un'attrice tedesca.

## Filmografia parziale

### Cinema
- La forza dei sentimenti (Die Macht der Gefühle) (Die Macht der Gefühle), regia di Alexander Kluge (1983)
- Essere donne (Felix), registi vari (1988)
- Oltre il confine la libertà (Herzlich willkommen), regia di Hark Bohm (1990)
- Caffè Europa (Cafe Europa), regia di Franz Xaver Bogner (1990)
- Ridatemi mia figlia (Meine Tochter gehört mir), regia di Vivian Naefe (1992)
- Madre Gilda (Madregilda), regia di Francisco Regueiro (1993)
- Solo für Klarinette, regia di Nico Hofmann (1998)
- Die innere Sicherheit, regia di Christian Petzold (2000)
- Planet der Kannibalen, regia di Hans-Christoph Blumenberg (2001)
- De tweeling, regia di Ben Sombogaart (2002)
- Io sono l'altra (Ich bin die Andere), regia di Margarethe von Trotta (2006)
- Yella, regia di Christian Petzold (2007)
- In jeder Sekunde, regia di Jan Fehse (2008)
- Effi Briest, regia di Hermine Huntgeburth (2009)
- Das Wochenende, regia di Nina Grosse (2012)
- Storia di una ladra di libri (The Book Thief), regia di Brian Percival (2013)
- Jonathan, regia di Piotr J. Lewandowski (2016)
- Krieg, regia di Rick Ostermann (2017)
- Vakuum, regia di Christine Repond (2017)
- La donna dello scrittore (Transit), regia di Christian Petzold (2018)
- Was uns nicht umbringt, regia di Sandra Nettelbeck (2018)
- Wolke unterm Dach, regia di Alain Gsponer (2022)

### Televisione
- Un caso per due (Ein Fall für zwei) - serie TV, 3 episodi (1983-1987)
- Al di qua del paradiso (Mit Leib und Seele) - serie TV, 19 episodi (1989-1990)
- L'ultimo velo della verità (Vergewaltigt - Die Wahrheit und andere Lügen) - film TV (1997)
- Picknick im Schnee - film TV (1999)
- Stille Nacht - Heilige Nacht - film TV (1999)
- Operazione Cupido (Liebesengel) - film TV (2000)
- Cyrano von Bergerac - film TV (2000)
- Weihnachtsmann gesucht - film TV (2002)
- Donna Leon - serie TV, 4 episodi (2000-2002)
- Schiller - film TV (2005)
- Der Novembermann - film TV (2007)
- Die Wölfe - miniserie TV, 2 episodi (2009)
- Krupp - Eine deutsche Familie - miniserie TV, 3 episodi (2009)
- Aschenputtel - film TV (2011)
- Das Ende einer Nacht - film TV (2012)
- Grzimek - film TV (2015)
- Landgericht - film TV (2017)
- Polizeiruf 110 - serie TV, 4 episodi (2011-2018)
- Nachtschicht - serie TV, 13 episodi (2006-2020)
- Playing God - film TV (2020)
- Tod eines Mädchens - miniserie TV, 7 episodi (2015-2023)
- Unwanted - Ostaggi del mare (Unwanted) - miniserie TV, 8 episodi (2023)